# Anillo Olímpico de Montjuic

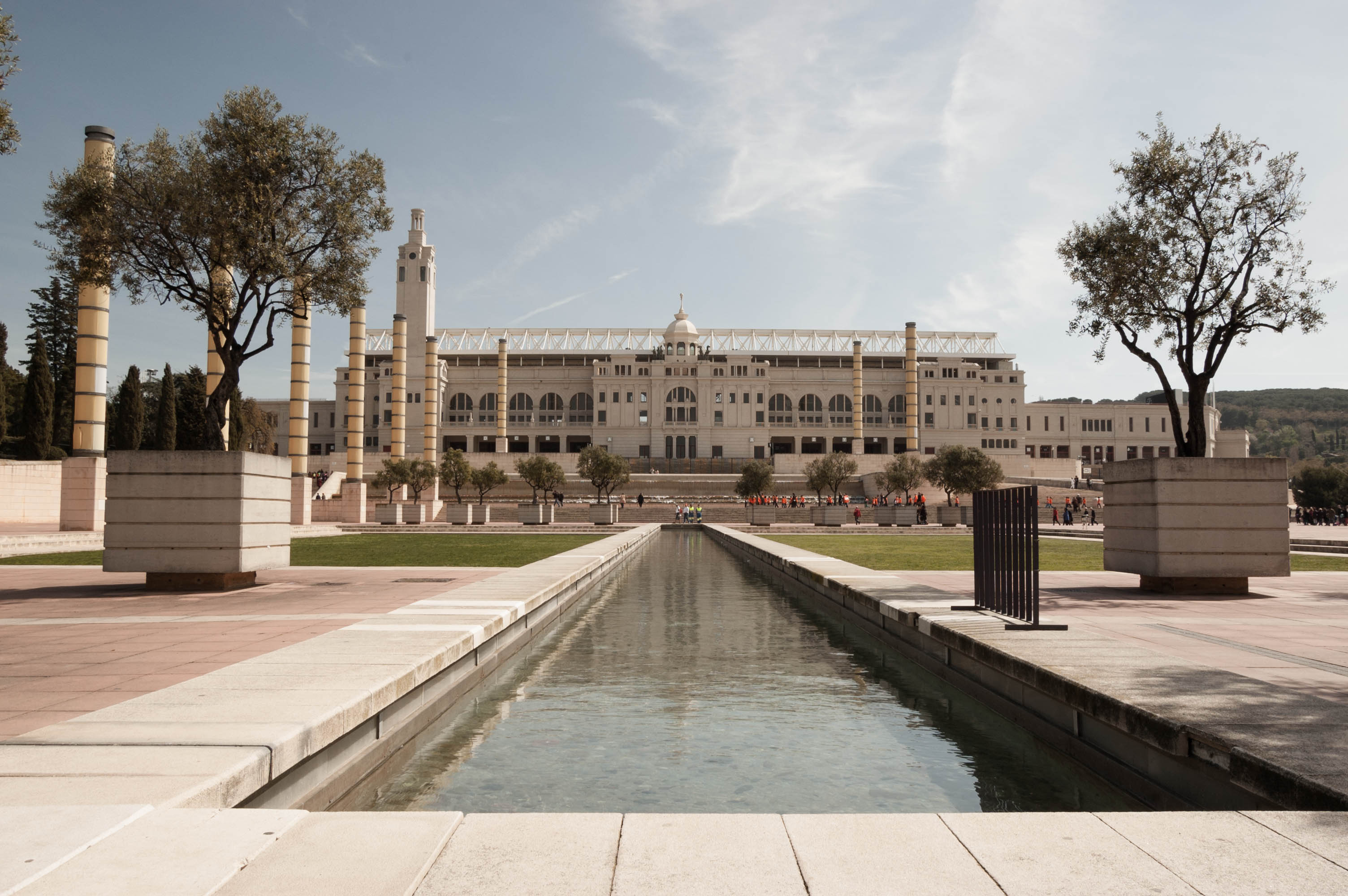
Estadi Olímpic Lluís Companys. Principal instalación y más antigua del conjunto

Se denomina Anillo Olímpico de Montjuic (en catalán, L'Anella Olímpica de Montjuïc), a un espacio y un conjunto de instalaciones deportivas ubicadas en la montaña de Montjuic en Barcelona, que fueron remodeladas o inauguradas con motivo de los Juegos Olímpicos de Verano de la XXV Olimpiada cuya sede fue la ciudad condal en 1992. Ocupa una superficie aproximada de 400 hectáreas.
La ordenación del Anillo Olímpico, con una inversión de 22.000 millones de pesetas, es un proyecto de los arquitectos Correa, Mila, Margarit i Buixadé, y las obras estuvieron a cargo d'AOMSA.  

## Historia
El proyecto de construcción del Anillo Olímpico tuvo lugar a raíz de la candidatura de la ciudad de Barcelona a los Juegos Olímpicos de 1992, aprovechando el espacio y las posibilidades que ofrecía la montaña de Montjuic, siguiendo la idea proyectada por Puig i Cadafalch para la urbanización de la Exposición Internacional de 1929, donde definió el segundo eje monumental, perpendicular a la Avenida Maria Cristina, siguiendo un criterio novecentista.
En 1983 el Ayuntamiento de Barcelona mediante la Oficina Olímpica convoca un concurso de arquitectura para la creación del Anillo Olímpico donde se presentaron propuestas de arquitectos nacionales e internacionales: Coderch, Sainz de Oíza, Moneo i Bofill de España; Stirling de Inglaterra; Arata Isozaki de Japón; Gregotti de Italia; Weidel de Alemania y un segundo equipo español formado por los catalanes Correa, Mila, Margarit y Buixadé. En el año 1984 se resuelve el concurso a favor del equipo catalán para realizar el proyecto del Anillo Olímpica, al que se le suma el italiano Gregotti. Por otro lado Bofill será encomendado a la construcción del edificio del INEFC y Arata Isozaki diseñará el Palau Sant Jordi .

### Descripción
El Anillo Olímpico situado en la cima de la montaña de Montjuic, esta organizada en una explanada axial en tres niveles escalonados en una composición compleja, compuesta por una serie de instalaciones deportivas, a la vez formando una ágora representativa de los Juegos Olímpicos combinando elementos de jardinería y estanques. Ocupa el espacio que anteriormente fue utilizado como campos deportivos y pabellones de la Exposición Internacional que fueron destruidos. El Anillo Olímpica se proyectó para permanecer después de los juegos y que pudiera ser utilizada como un espacio de ocio para celebraciones ciudadanas. 
El Anillo articula las instalaciones deportivas de las principales pruebas de los Juegos Olímpicos, encabezada por el Estadio Olímpico y el Palau Sant Jordi como escenarios principales en cuanto a dimensión y aforo. 
En la actualidad, el uso que se da a las instalaciones es, además del deportivo, el de acoger eventos culturales. En particular, el Estadio Olímpico Lluís Companys es el principal escenario para eventos musicales de pop rock multitudinarios, y el Palau Sant Jordi, además de acoger eventos musicales, es muy utilizado para convenciones y congresos.

## Instalaciones
Las instalaciones articuladas dentro de la plaza Europa de forma cilíndrica que conforman parte del denominado Anillo Olímpico de Montjuic, son las siguientes:

### Estadio Olímpico Lluís Companys
Construido con motivo de la Exposición Internacional de Barcelona de 1929. Fue remodelado con la adjudicación de los Juegos Olímpicos a la ciudad de Barcelona.

### Palau Sant Jordi

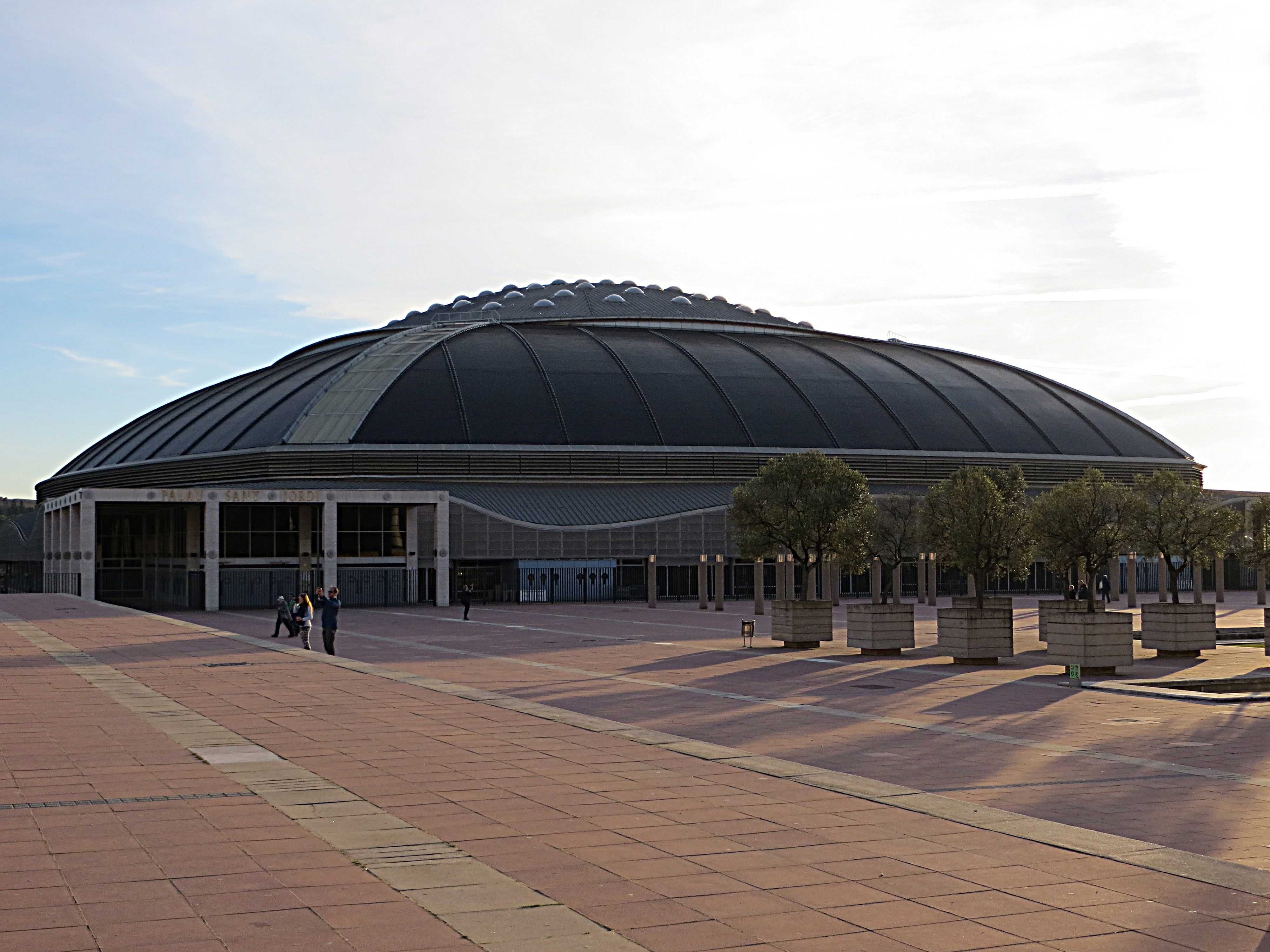

Pabellón multifuncional obra del arquitecto japonés Arata Isozaki. Fue construido con motivo de los Juegos Olímpicos . sobre el antiguo vertedero de basuras de Montjuic, lugar que ocupó también el Pabellón de Bélgica durante la Exposición Internacional de 1929. 
Se empezó a construir en agosto de 1985 y se inauguró en septiembre de 1990, con un coste de más de 8 millones de pesetas, financiado por la Generalidad y el Ayuntamiento de Barcelona. 
El estadio de aspecto vanguardista combina elementos de la tradición japonesa y un aspecto occidental que contrasta formalmente con la apariencia ecléctica y más clásica del Estadio Olímpico. 
Cambio (Utsurohi).
(1990) Instalación artística de Aiko Miyawaki, ocupa parte de la explanada del Palau Sant Jordi, articulando el espacio mediante un paseo rectangular con cuatro estaques y 36 cilindros de hormigón con una coronación metálica i alambres formando curvas irregulares dando movimiento y fluidez creando unas formas que simulan crear un bosque y a su vez van creando reflejos y transiciones según la luz del día, formando así un espacio para transitar. Esta instalación forma parte de una serie de esculturas llamadas "utsurohi", de tipo minimalista y a su vez está en consonancia con el aspecto moderno del Palau Sant Jordi, del también japonés Isozaki.
Piscinas Bernat Picornell. Un conjunto de tres piscinas que fueron remodeladas con motivo de los Juegos Olímpicos.
Piscina Municipal de Montjuïc
Torre de telecomunicaciones. Denominada también Torre Calatrava, fue proyectada por el arquitecto e ingeniero valenciano Santiago Calatrava, con motivo de los Juegos Olímpicos. Situada en la segunda plaza del Anillo. La torre de 120 metros sigue una inclinación según el eje de la tierra 17,2, actúa como torre de comunicaciones y como reloj solar. 
Estadio de Béisbol Pérez de Rozas. Construido en sustitución del antiguo Estadio Municipal de Béisbol de Montjuic, que resultó afectado por las obras del Anillo.

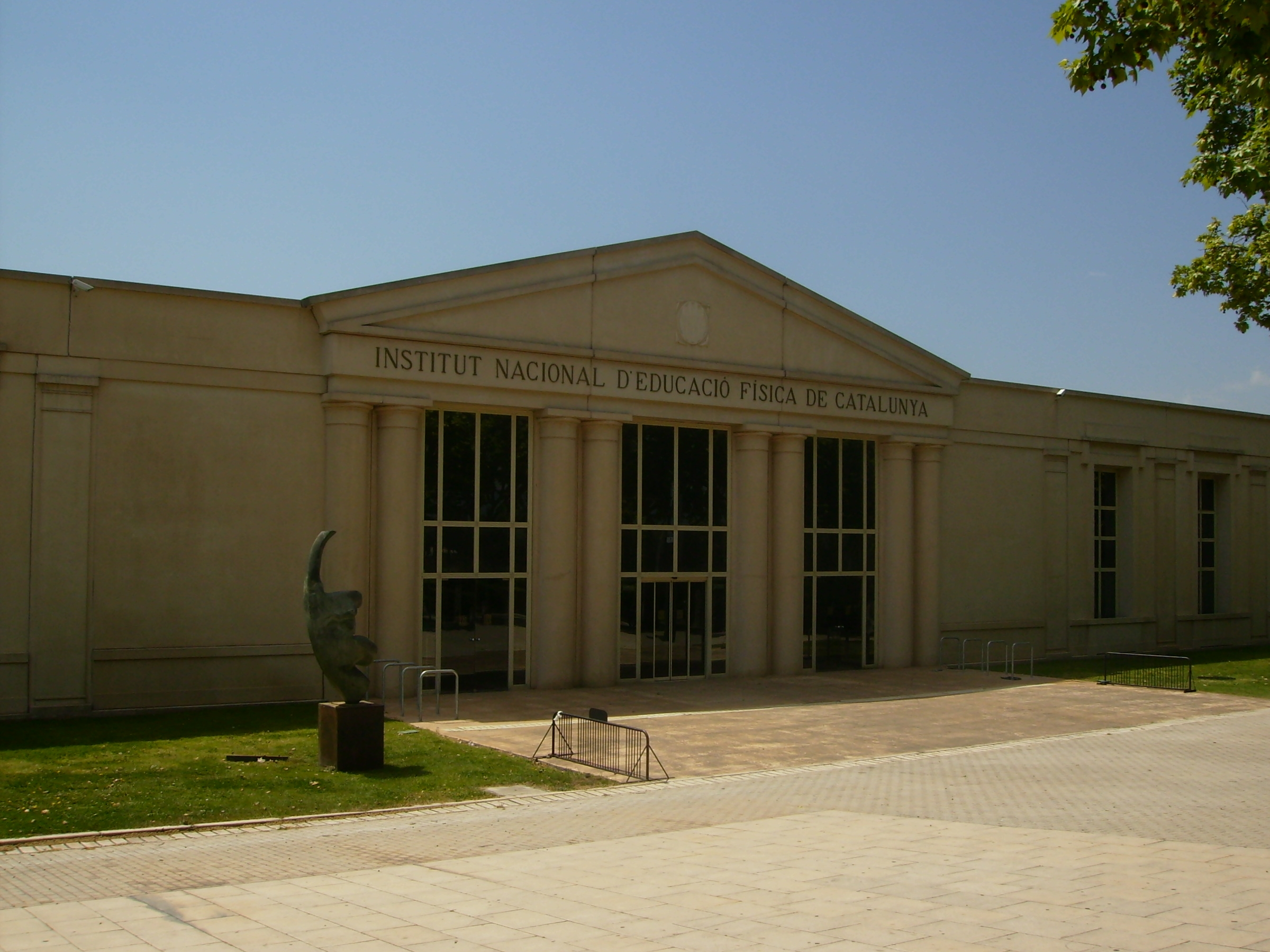
Fachada del INEFC. Se puede apreciar el lenguaje de inspiración clásica.

### INEFC
El Instituto Nacional de Educación Física de Cataluña tiene una de sus dos sedes en el Anillo Olímpico de Montjuic. El edificio fue construido con motivo de los Juegos Olímpicos por el arquitecto Ricardo Bofill entre 1984 y 1990. Durante los juegos fue el centro de prensa y también se celebraron pruebas como la lucha libre y la lucha grecorromana y pruebas paralímpicas de judo para invidentes. Actualmente cumple la función de Instituto Nacional de Educación física con una capacidad para mil alumnos, como institución oficial dedicada a la investigación y enseñanza del deporte en Cataluña, siendo un organismo autónomo que depende de la Secretaría General del deporte de la Generalidad de Cataluña.
El edificio esta concebido con forma de claustro, formado por un conjunto de edificios organizados rodeando un patio, unidos por una arcada ocupando una superficie de 30.000 m², siguiendo un lenguaje de inspiración clásica pero utilizando materiales modernos como el hormigón y la carpintería de aluminio, siendo así el primer edificio construido en España con hormigón arquitectónico. Sigue las pautas del lenguaje arquitectónico "beaux-arts" integrándose en el conjunto de construcciones del Anillo Olímpico. Las instalaciones del interior lo forman diversas aulas, gimnasios, campos de entreno cubiertos y al aire libre multifuncionales. 
Complejo Deportivo Municipal Pau Negre - Parque Migdia. Construido en sustitución del antiguo Estadio Pau Negre de hockey sobre hierba que fue derribado por las obras del Anillo.
Plaza Europa. Esta plaza forma parte del espacio correspondiente al Anillo Olímpico. No es una instalación deportiva, sino que forma parte de la estructura urbanística de la zona. Fue construida con motivo de los Juegos Olímpicos.
Museo Olímpico. El denominado Museo Olímpico y del Deporte Juan Antonio Samaranch se inauguró quince años después de la finalización de los Juegos Olímpicos, pero dada su temática y su ubicación, se considera que forma parte del Anillo Olímpico.